# Вишня (підрід)
Вишня (Cerasus) — підрід рослин із роду Слива, родини Трояндові. Більшість видів з цього підроду мають їстівні плоди.

## Етимологія
Українське «вишня» є похідним від прасл. *višьnja, з якого також походять д.-рус. вишьня, біл. і рос. вишня, пол. wiśnia, чеськ. višně (плід) та višeň («вишневе дерево»), словац. višňa, в.-луж. wišeń, н.-луж. wišńa, серб. ви̏шња/višnja, хорв. višnja, словен. vîšnja. Праслов'янське *višьnja вважають спорідненим з давн.в-нім. wihsila, сер-в.-нім. wihsel, сер.-н.-нім. wissel («черешня»), нім. Weichsel («вишня звичайна», «антипка»), лат. viscum («пташиний клей», пор. «віскоза»), грец. ιξός («пташиний клей», «омела»). Всі ці слова виводять з пра-і.є. *weyḱsinyeh₂, утвореного з *uiks («омела або інша рослина, що виділяє клей») та пов'язують з тим, що смола вишні віддавна слугувала для приготування клею. Інші версії порівнюють праслов'янське *višьnja з грец. βύσσινος («темно-червоний»), або з лит. vìnkšna («в'яз»).
У турецькій мові є схоже слово — vişne, проте, його пояснюють запозиченням з новогрецької мови, у якій слова βισινιά («вишневе дерево»), βίσινο («плід»), βύσσινον («черешня») вважають слов'янізмами, як і латис. vìksna та прус. wisnaytos.

## Використання
Черешня — плодова культура, яка дає одні із найсмачніших плодів у підроді. Велике промислове значення для виробництва плодів мають вишня звичайна та певною мірою китайська вишня. Садівники-аматори вирощують також інші види підроду заради їстівних плодів, проте вони не мають промислового значення.
Багато видів, підвидів і сортів мають велике декоративне значення, напр. вишня японська, вишня Йосіно, вишня курильська.

## Ботанічна номенклатура та класифікації
В агрономічній практиці водночас використовують ботанічну та агробіологічну класифікацію, які охоплюють, відповідно назви таксонів і культонів. Агробіологічна класифікація має певні переваги, проте перебуває під тиском неправомірного застосування норм найменування таксонів до назв культур, що руйнує її підвалини. Кодифікація агробіологічної класифікації убезпечує її від такого негативного впливу. Запропоновано розмежування сфер застосування обох класифікацій, яке сприятиме здійсненню наукової й господарської діяльності. 
Так, згідно з нормами наукового стилю літературної української мови та сучасної загальноприйнятої ботанічної класифікації — назва кожного  виду в роді Слива (Prunus), зокрема, і в підроді Вишня має починатись із назви роду — тобто Слива. Напр.: 
- Черешня (культон) — Слива пташина (Prunus avium)
- Вишня, що включає ґріоти та склянки, або шпанки (група сортів[en]) — Слива вишнева (Prunus cerasus) і т.п.

Таким чином, черешня, ґріот, склянка (шпанка), а також, дюки, антипка (магалебка), степова вишня і т.п. - це назви культигенів або ж плодових культур згідно агробіологічної класифікації.

## Види
Слива повстистяна (Prunus tomentosa), яку також помилково називають "вишня китайська" належить до підроду Слива.
- Prunus apetala
- Черешня (Prunus avium)
- Prunus campanulata
- Prunus canescens
- Вишня звичайна (Prunus cerasus)
- Prunus concinna
- Prunus conradinae
- Prunus dielsiana
- Prunus emarginata
- Вишня степова (Prunus fruticosa)
- Prunus incisa
- Вишня Клокова (Prunus klokovii) — вузьколокальний ендемічний вид, занесений до ЧКУ.[5]
- Prunus litigiosa
- Антипка (Prunus mahaleb)
- Вишня Максимовича (Prunus maximowiczii)
- Вишня японська гірська (Prunus nipponica)
  - Вишня курильська (P. nipponica var. kurilensis)
- Prunus pensylvanica
- Prunus pilosiuscula
- Китайська вишня (Prunus pseudocerasus)
- Prunus rufa
- Prunus rufoides
- Вишня Саржента (Prunus sargentii)
- Вишня тибетська (Prunus serrula)
- Вишня японська або сакура (Prunus serrulata)
- Вишня Ошіма (Prunus speciosa)
- Prunus sunhangii

## Гібриди
- Дюки (англ. Duke cherry[6]) або (фр. Cerisier intermédiaire) – P. × gondouinii (P. avium × P. cerasus)

- Слива напівщетиняста (Prunus × subhirtella) — P. itosakura × P. incisa
- Вишня Йосіно або вишня токійська (Prunus × yedoensis) — P. spachiana f. ascendens × P. speciosa
- Prunus 'Kursar' — P. nipponica var. kurilensis × P. campanulata[7]